# Daffy Duck’s Quackbusters

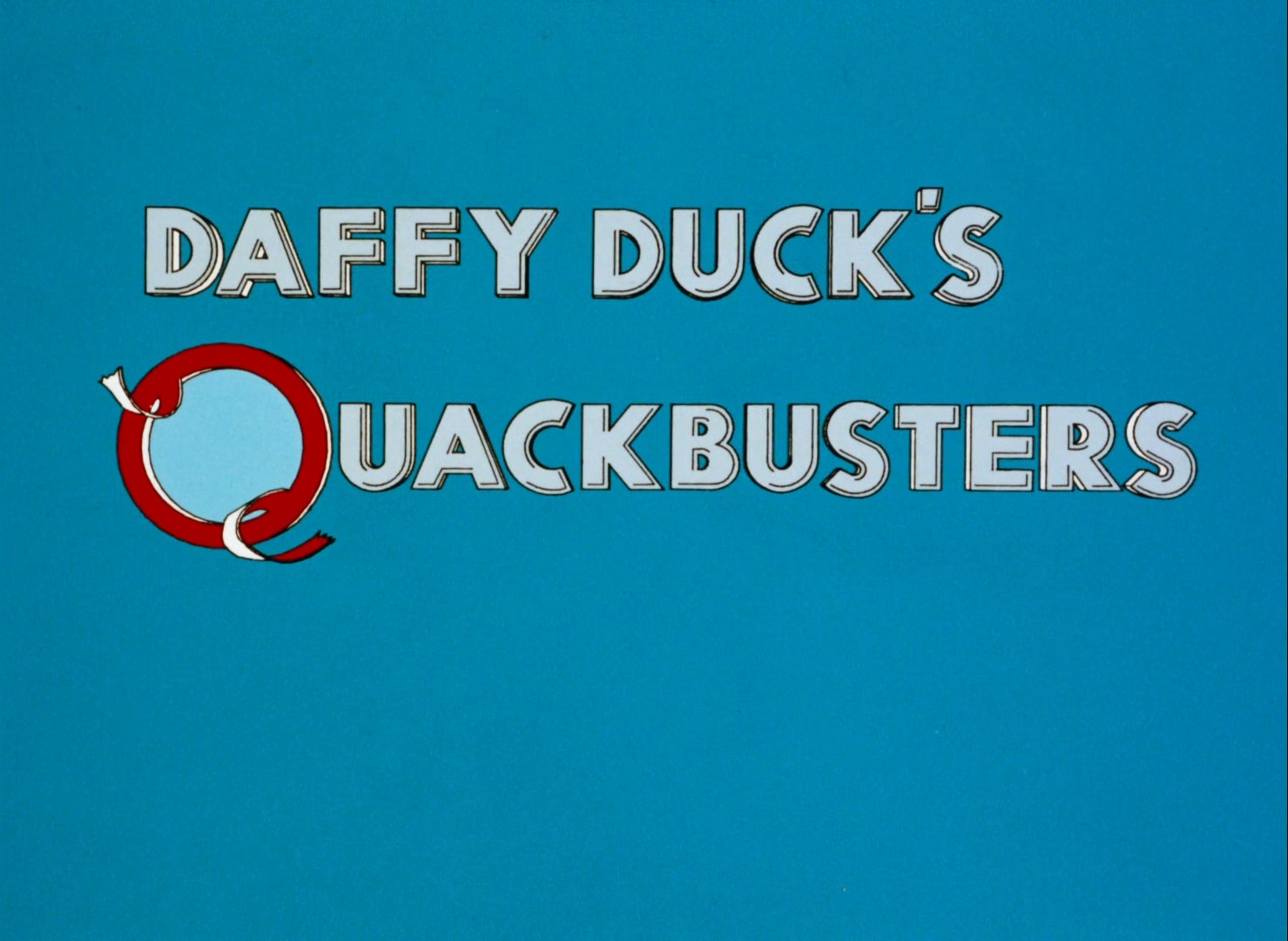
Logo des Films.

Daffy Duck’s Quackbusters ist ein US-amerikanischer Kompilations-Zeichentrickfilm aus dem Jahr 1988. Der Film besteht zu großen Teilen aus alten Cartoons der Looney-Tunes- und Merrie-Melodies-Reihen von Warner Bros. Verbunden werden diese durch, für den Film neu produzierte, Brückensequenzen mit Daffy Duck in der Hauptrolle.

## Inhalt
Eines Tages sieht der hart arbeitende Straßenverkäufer Daffy Duck einen Fernsehbeitrag, in dem es heißt, dass derjenige, der den kränklichen Multimillionär J. P. Cubish zum Lachen bringen kann, eine Million Dollar als Belohnung erhält. Daffy beschließt sein Glück zu versuchen. Er sucht Cubish auf und beschert diesem tatsächlich einen Lachanfall, indem er sich von diesem allerlei Torten ins Gesicht werfen lässt. Vor lauter Spaß stirbt der Multimillionär jedoch und in der Folge wird Daffy mit dessen gesamten Vermögen beerbt, allerdings unter der Bedingung, dass das Geld im Interesse der amerikanischen freien Marktwirtschaft eingesetzt wird und Daffy geschäftliche Angelegenheiten ehrenhaft abwickelt. Der nun endlich reiche Daffy denkt aber nicht daran sich an die Bedingung zu halten und so kehrt Cubishs unsichtbarer Geist zurück, der Daffy jedes Mal, wenn dieser sich unehrenhaft verhält, etwas von seinem Reichtum wegnimmt und zudem von ihm verlangt, das Geld für einen guten Zweck zu verwenden. Daffy nimmt sich daraufhin vor, die Welt von Geistern wie Cubish zu befreien.
Er beschließt Paranormalist zu werden und gründet ein Unternehmen, das sich der Bekämpfung von Geistern widmen soll. Zudem werden Bugs Bunny, der eigentlich gerade Urlaub machen will, und Schweinchen Dick als Mitarbeiter engagiert. Letzterer bringt den Kater Sylvester mit an den Arbeitsplatz, der nebenan, auf dem Fenstersims des Nachbarbüros von Dr. Jekyll, ein kleines Nickerchen einlegt. Dabei träumt er davon, wie er den Vogel Tweety jagt und wie dieser sich dabei in einer Flasche „Hyde-Verwandlungstrank“ versteckt, woraufhin sich Tweety immer hin und her von seiner ursprünglichen Form in einen übergroßen Monstervogel und umgekehrt verwandelt, sodass die Jagd mal zu Gunsten des einen und mal zu Gunsten des anderen verläuft. Nachdem Sylvester erwacht, stellt sich heraus, dass sich der aufgetauchte Tweety auch in der Wirklichkeit immer hin und her verwandelt. Da jedoch alle anderen immer nur dann zu dem Vogel schauen, wenn der sich gerade nicht in ein Monster verwandelt hat, wird der Kater kurzerhand für feige befunden und dessen Angst ignoriert.
Schweinchen Dicks erster Auftrag besteht darin in den Urlaubsort Trockenschlucht zu fahren, wo es einem Spuk auf den Grund gehen soll. Der immer noch verängstigte Sylvester begleitet es dabei und muss es dort vor einer Horde Killermäusen beschützen, von deren Mordversuchen das Schweinchen nichts mitbekommt. Daffy geht währenddessen einigen merkwürdigen Begebenheiten in der Wohnung eines jungen Fräuleins nach und es gelingt ihm letztendlich die Besessene von den sie heimsuchenden Geistern zu befreien.
Wieder im Büro, erhält Daffy einen Anruf von Schweinchen Dick, das berichtet, nichts Besonderes in Trockenschlucht vorgefunden zu haben und so wird es in das Gebirge des Aberglaubens beordert, wo es zu suspekten Vorkommnissen gekommen sein soll. Kurz darauf erhält Daffy einen seltsamen Anruf aus Transsylvanien, also wird Bugs Bunny damit beauftragt dort nach dem Rechten zu sehen. Vor Ort angelangt gerät der Hase an den nichts Gutes im Schilde führenden Grafen Aderlass, der jedoch in einem Duell magischer Worte besiegt werden kann. Danach begeben sich Daffy und Bugs in den Himalaya, wo sie gegen einen riesigen Schneemenschen antreten müssen, der sich ein kleines, süßes Häschen zum Schmusen wünscht und Daffy mit einem verwechselt.
Später wird Daffy ein winziger Elefant gemeldet, der durch die Stadt ziehen soll. Dies für eine Spinnerei haltend, erklärt er in einem im Fernsehen ausgestrahlten Live-Interview, dass es so etwas nicht gäbe. Jedoch spaziert das kleine Tier währenddessen über seinen Büroschreibtisch und so gibt sich Daffy vor aller Welt der Lächerlichkeit preis. Die Schuld für das Debakel versucht er anderen unterzuschieben, was zur Folge hat, dass der Geist von Cubish, der auf Grund von Daffys andauernden unehrenhaften Verhalten, bereits zuvor immer wieder Geld verschwinden ließ, ihm nun auch den letzten Rest des vererbten Reichtums wieder wegnimmt. Pleite gegangen, erscheint dann auch noch Egghead (die Vorgänger-Figur von Elmer Fudd) in Form eines Gesangstelegramms, der Daffy mitteilt, dass die Miete nicht bezahlt wurde. Sofort räumt ein Umzugsunternehmen das Büro. Kurz darauf erklärt das Gesundheitsamt das Bürogebäude für marode, woraufhin es augenblicklich abgerissen wird.
Im Epilog wird gezeigt, wie Bugs Bunny aus der Zeitung von Daffys Missgeschick erfährt, als er gerade seinen Urlaub in Palm Springs verbringt. Schweinchen Dick irrt währenddessen immer noch im Gebirge des Aberglaubens umher, mit dem ängstlichen Sylvester an seiner Seite. Daffy selbst versucht sich wieder als Straßenverkäufer, jedoch wird ihm jegliches erworbenes Geld sofort wieder von Cubishs Geist genommen.

### Enthaltene Cartoons
- Die Nacht der lebenden Ente (The Night of the Living Duck, Vorfilm)
- Daffy Dilly (Gekürzt)
- The Prize Pest (Gekürzt)
- Vom Regen in die Traufe (Water, Water Every Hare, gekürzt, wird in geschnittener Form und über den Film verteilt als Fernsehwerbung für das Paranormalisten-Unternehmen gezeigt)
- Hyde and Go Tweet
- Mäuse im Hotel (Claws for Alarm)
- The Duxorcist (Gekürzt)
- Transylvania 6-5000 (Gekürzt)
- Der Schneehase (The Abominable Snow Rabbit, gekürzt)
- Punch Trunk (Gekürzt)
- Kurs auf Jupiter (Jumpin’ Jupiter, gekürzt, im Epilog verwendet)

## Hintergrund und Synchronisation
Daffy Duck’s Quackbusters kam am 24. September 1988 in die US-amerikanischen Kinos. Die Rahmenhandlung des Films ist eine Fortsetzung des Cartoons Daffy Dilly. Die meisten Stimmen in der englischsprachigen Originalversion wurden von Mel Blanc gesprochen, der zugleich das letzte Mal die Looney-Tunes-Charaktere in einem Kinofilm synchronisierte, bevor er am 10. Juli 1989 verstarb. Daffy Ducks Gesangsstimme wurde von Mel Tormé übernommen.
Im deutschsprachigen Raum erschien Daffy Duck’s Quackbusters 1994 auf Videokassette, mit den Stimmen von Wolfgang Draeger für Bugs Bunny und Joachim Wolff für Schweinchen Dick. Die DVD-Premiere des Films erfolgte am 14. August 2009 mit einer Neusynchronisation. Für Dialogbuch und -regie dieser neuen Fassung war Hans-Jürgen Wolf verantwortlich, der auch die Stimme von Graf Aderlass sprach. Als weitere Sprecher sind Gerald Schaale für Daffy Duck, Sven Plate für Bugs Bunny und Santiago Ziesmer für Schweinchen Dick zu hören.
| Rolle                       | Originalsprecher | Deutscher Sprecher (alte Version) | Deutscher Sprecher (Neusynchronisation) |
| --------------------------- | ---------------- | --------------------------------- | --------------------------------------- |
| Daffy Duck                  | Mel Blanc        |                                   | Gerald Schaale                          |
| Bugs Bunny                  | Mel Blanc        | Wolfgang Draeger                  | Sven Plate                              |
| Schweinchen Dick            | Mel Blanc        | Joachim Wolff                     | Santiago Ziesmer                        |
| Sylvester                   | Mel Blanc        |                                   | Michael Pan                             |
| Tweety                      | Mel Blanc        |                                   | Tanja Geke                              |
| J. P. Cubish                | Mel Blanc        |                                   | Jürgen Kluckert                         |
| Butler                      | Mel Blanc        |                                   | Engelbert von Nordhausen                |
| Hugo the Abominable Snowman | Mel Blanc        |                                   |                                         |
| Daffy Duck (Gesangsstimme)  | Mel Tormé        |                                   | Mel Tormé                               |
| Ansager                     | Roy Firestone    |                                   |                                         |
| Agatha                      | Julie Bennett    |                                   | Claudia Gáldy                           |
| Emily                       | Julie Bennett    |                                   | Marion Musiol                           |
| Graf Aderlass               | Ben Frommer      | Gottfried Kramer                  | Hans-Jürgen Wolf                        |
| Melissa Duck                | B.J. Ward        |                                   |                                         |
| Egghead                     | Mark Kausler     |                                   |                                         |